# Кашкелен
Кашкелен (кирг. Кашкелең) — село в Кеминском районе Чуйской области Кыргызстана. Входит в состав Кызыл-Октябрьского аильного округа. Код СОАТЕ — 41708 213 830 05 0.

## География
Село расположено в левобережной части долины реки Чу, западнее города Кемин, административного центра района, вблизи от границы с Казахстаном. Абсолютная высота — 1111 метров над уровнем моря.

## Население
| год     | 2009 | 2014 | 2015 |
| ------- | ---- | ---- | ---- |
| человек | 656  | 887  | 888  |